# 시바타 쿄헤이
시바타 쿄헤이(柴田 恭兵, 1951년 8월 18일 ~)는 일본의 배우이자 가수이다. 별명은 교사마이다. 시즈오카현 시미즈 시(현 시즈오카 현 시즈오카시 시미즈구) 출신이다.
1975년, 연극 《시월은 황혼의 나라》 (十月は黄昏の国)로 데뷔했다.

## 수상
- 에란도르상 신인상 (1980년)
- 제14회 베스트 드레서상 예능부문상 (1984년)
- 제10회 일본 아카데미상 우수 남우조연상 (《야만인같이》, 《길》 1987년)
- 올리브 영화제 올리브 대상 (1992년)
- 제15회 일본 아카데미상 우수 남우주연상 (《후쿠자와 유키치》, 《!(ai-ou)》 1992년)
- 제18회 일본 아카데미상 우수 남우주연상 (《집단좌천》 1994년)
- 제28회 일본 아카데미상 우수 남우조연상 (《사라진 이틀》 2005년)
- 다카사키 영화제 최우수 남우조연상 (《사라진 이틀》 2005년)

## 출연

### 드라마
- 대하드라마 (NHK)
  - 불타는 산하 (1984년) - 아라키 요시카츠 역
  - 다케다 신겐 (1988년) - 우에스기 겐신 역
  - 군사 칸베에 (2014년) - 쿠로다 모토타카 역
- 하게타카 (2007년) - 시바노 다케오 역
- 환야 (2010년)
- 형사정년 (2010년)
- 남극대륙 (2011년) - 시라사키 유 역

### 영화
- 1985년 《야만인같이》
- 1986년 《길》
- 1987년 《위험한 형사》
- 1988년 《아직도 위험한 형사》
- 1989년 《가장 위험한 형사》
- 1991년 《후쿠자와 유키치》
- 1991년 《! (ai-ou)》
- 1996년 《위험한 형사 리턴즈》
- 1998년 《위험한 형사 포에버 더 무비》
- 2004년 《사라진 이틀》
- 2004년 《식스티나인》
- 2005년 《아직도 위험한 형사》
- 2009년 《하게타카》

## 음반 목록

### 싱글
- 런닝 샷 (1986년)
- Running Shot (1996년)
- Running Shot ~Shotgun Mix~ (1996년)